# Philip Clemo
Philip James Clemo (Aberdeenshire, Escocia, 3 de agosto de 1964), conocido como Philip Clemo, es un compositor, músico, cineasta, artista sonoro, visual y discográfico, reconocido como artista contemporáneo. 
Es autor de una variedad de microfilmes, así como de un conjunto de obras musicales en las cuales incluye una mezcla del género jazz moderno y de electrónica; con instrumentos de cuerda, viento, teclado y de persecución, que construyen un estilo de música experimental, con ligeros toques ambientales. 

## Biografía
Clemo nació en Escocia el 3 de agosto de 1964. Se mudó a Londres en el año de 1982, viviendo posteriormente en Sídney, Australia a mediados de la década de 1990. Comienza su trayectoria musical en la adolescencia, tomando clases de guitarra. Fue influenciado por artistas y músicos contemporáneos de diferentes regiones de: Escocia, Londres, Australia y Estados Unidos. Los artistas que más lo influenciaron fueron: Robin Guthrie , The Cocteau Twins , Brian Eno  y Tom Verlaine.  Estos artistas, compositores y miembros de banda, pertenecen al género de música electrónica y experimental
El estilo de su música, es un cruce de distintos géneros, tales como: el jazz, post-rock, música clásica contemporánea (instrumental), y electrónica, con variación de tonos y frecuencias. Además, que el artista introduce efectos de sonido de fenómenos naturales, como son: el sonido de las aves, los sonidos de una selva o bosque, los sonidos del océano, la lluvia, los animales terrestres y marinos, los sonidos que emite el viento, entre otros sonidos aleatorios. Tales sonidos, hacen un estilo de música experimental, de tipo ambiental, en donde las imágenes del medio natural, también son ejemplo de otra influencia artística, como es la banda ochentera de Talk Talk; con un trabajo que incluyen ejemplos de música experimental, mezclas del post-rock, acompañadas por imágenes visuales del medio natural.

## Filmografía
Su trabajo también incluye una lista de filmografía; cortometrajes, fragmentos audiovisuales, con una precisión fotográfica que refleja los años de experiencia de Philip Clemo. Siendo un editor profesional, de producción cinematográfica, realizó una serie de intervenciones en programas de televisión como Panorama BBC, contribuyendo en la realización de cortometrajes que han sido filmados en diferentes países como: Noruega, Estados Unidos, Inglaterra, Asia, Australia, e Islandia, entre otros. Sus trabajos filmográficos, son exhibidos en festivales realizados en todo el mundo.

### Películas (cortometrajes)
Una de sus primeras películas fue From The Morning On , un documental de viajes basado en un día en el subcontinente indio.  Desde entonces, ha viajado mucho por todo el sudeste de Asia y Australasia, con cámara de cine y equipo de grabación de sonido.  Habiendo usado ampliamente las proyecciones de video de su trabajo cinematográfico en sus actuaciones musicales en vivo, filmó su primer gran proyecto, The Air Holds Still on My Breath en Islandia en el verano de 2008. Mostrado en el Cannes Short Film Corner en 2009,  La película, una serie de "cuadros de humor" abstractos que mapean las " Siete edades del hombre ", presenta música de The Rooms.  Fue filmado utilizando tecnología de cámara especializada para capturar detalles extremos de cámara lenta de actividad geotérmica y cascadas, y desde el aire utilizando una cámara estabilizada por giro montada en un helicóptero .  Filmado con la misma combinación técnica que The Air , Clemo hizo el cortometraje Melt , que se mostró en el Festival Internacional de Cine de Reykjavik 2009 y el Festival de Cortometrajes de Londres 2010.

## Estilo
La paleta de sonido que utiliza Clemo en sus cortometrajes son: el órgano, piano, bajo de cuerda, percusión de baja fidelidad. Los instrumentos, de viento, cuerda y percusión, son los generadores de ritmos musicales horizontales (sin la intromisión de melodías) y son expuestos con otros sonidos naturales, al mismo tiempo que se proyectan imágenes en zum, de flora y fauna, mostrando la textura de los objetos enfocados. Clemo hace un juego con los lentes de la cámara, haciendo distintas tomas, de forma que la imagen se va acercando hasta expandirse y llega al punto de que el zum se convierte en una vista microscópica que captura los detalles de los objetos naturales, su color, su textura, y su aspecto estético. 
Para que las imágenes de los objetos tengan mayor visibilidad, Clemo introduce el efecto de desenfoque en su fotografía, para que el espectador solo concentre su mirada en el objeto que se muestra, y no lo que se encuentra detrás de este: su estilo fotográfico alude a la idea de la dilatación del ojo, cuando cargamos nuestra mirada a un solo punto, sin percibir el fondo o el entorno del objeto. Además de la dilatación del ojo, también hace alusión a la hipnotización y este es el objetivo principal de su obra, pues la mezcla de los ritmos musicales, y los sonidos naturales, con imágenes de objetos y paisajes que relajan tanto la vista como la mente de los espectadores, y por esta razón, su trabajo artístico ha sido descrito como algo “fascinante”, e “hipnótico” para la vista de cualquiera que observe sus obras. Paul Tingen afirma:

Los paisajes sonoros únicos y multicapa de Philip Clemo se equilibran precariamente en una cúspide donde se encuentran muchas polaridades diferentes: lo figurativo y lo abstracto, lo acústico y lo electrónico, lo clásico, el jazz y el rock, lo tradicional y lo vanguardista, lo compuesto y lo improvisado. Su trabajo, tanto en vivo como en el transcurso de cuatro CD, ha sido ampliamente elogiado en la prensa principal y musical, con adjetivos como "hermoso", "trascendente", "fascinante", "indefinible", "hipnótico", "adictivo, " y así. Sin embargo, a pesar de todas estas aclamaciones, se sabe muy poco sobre el propio Clemo, sus influencias, su forma de pensar y exactamente cómo crea su música.

## Discografía
Paul Tingen menciona que se sabe muy poco sobre las influencias de Clemo que lo llevaron a saber su estilo, porque a pesar de que se inspiró de distintos precedentes de banda, música de rock, y electrónica, Clemo formó su propio estilo en base de muchos más ejemplos de música, con intervenciones de música experimental y música clásica contemporánea, por lo que no se sabe a ciencia cierta cuales fueron todas sus influencias. Sin embargo, su arte inspiró a otros contemporáneos, convirtiéndose en una innovación, y en el punto de enfoque, del arte contemporáneo y del arte abstracto en la técnica musical y fotográfica. Cuenta aproximadamente con 6 álbumes en su discografía, y ha realizado alrededor de 21 cortometrajes en los cuales se incluye variación de música electrónica, post-rock, jazz e instrumental. Sus primeros trabajos tienen lugar a principios de la década 90’s, y los más recientes tienen una actualización del 2017 al 2018 en adelante. 

### Álbumes

#### Sonido - Inhale los colores
Los primeros dos álbumes de Clemo fueron trabajos colaborativos con la violinista Ysanne Spevack, también conocida como Mee. La pareja compartió los créditos de composición, pero utilizó el enfoque de múltiples capas de Clemo para la creación y la composición. Sonido: Inhale the Colors fue creado en 1996/7 en gran parte en Sídney, Australia, con la contribución de once músicos adicionales. Bien revisado por los críticos en el lanzamiento, siguió siendo una pregunta para ellos si era jazz, música electrónica ambiental o música del mundo.

#### Soundzero
Un segundo álbum colaborativo Soundzero se completó en 1999, pero solo se lanzó en marzo de 2008. Ambos álbumes presentaron, entre otros, Phil Slater en trompeta y Tarlochan (Bobby) Singh en tabla. En Soundzero, el cantante de Jazz Cleveland Watkiss, a menudo muy procesado, hizo una aparición especial; mientras que el álbum también fue la primera aparición de una sección rítmica británica , compuesta por: Mark Sanders (batería); John Edwards (contrabajo); y Pete Lockett (percusión).

#### Diálogos ambiguos
El tercer álbum de Clemo, Ambiguous Dialogues , el primero bajo su propio nombre, fue lanzado en 2004 en Metier Jazz. Con 12 músicos, así como la sección de ritmo británico, incluyó contribuciones de Clive Bell (juncos) y Tom Chant (saxofón soprano y clarinete bajo). Clemo recorrió el trabajo después del lanzamiento del álbum, que fue bien revisado y recibido. 
Durante el mismo año, se convirtió en juez por primera vez en los British Composer Awards para la Academia Británica de Compositores, Compositores y Autores, que desde entonces ha emprendido nuevamente en 2005, 2006, 2010 y 2011.

#### The Rooms
En octubre de 2008, Clemo lanzó su cuarto álbum The Rooms . Una progresión musical a través de diferentes "salas" o "espacios" de sonido, contó con 22 músicos que incluyen: Clive Bell; Theo Travis (saxofón y flauta ); Simon Hopkins (guitarra eléctrica); BJ Cole (pedal de acero); Henry Lowther (trompeta); y un cuarteto de cuerda de Praga. Clemo acredita al legendario ingeniero de sonido Phill Brown, quien ha trabajado con Jimi Hendrix y Bob Marley entre otros, por su invaluable contribución al proceso de grabación de The Rooms . El álbum fue aclamado por la crítica y revisado como flotante en algún lugar entre jazz , rock y banda sonora, con críticos que lo describen como electro-jazz inteligente del "cuarto mundo".